# Pallavolo ai IX Giochi del Mediterraneo
La pallavolo ai IX Giochi del Mediterraneo si è giocata durante la IX edizione dei Giochi del Mediterraneo, che si è svolta a Casablanca, in Marocco, nel 1983: in questa edizione si è svolto sia il torneo maschile che quello femminile e la vittoria finale alla nazionale di pallavolo maschile dell'Italia e alla nazionale di pallavolo femminile dell'Italia.